# Водокольцевой насос

Жидкостно-кольцевой насос — разновидность пластинчатых газовых насосов, в которых рабочий объём изменяется за счёт погружения пластин ротора в жидкость. Жидкость прижимается к стенкам рабочего цилиндра за счёт центробежных сил, получая импульс вращения от ротора.
Как правило, используются в качестве вакуумного насоса низкого вакуума 90—95 % (80—40 мм рт. ст.). При двухступенчатых моделях возможно довести до 10 мм рт. ст. При замене жидкости (с более высокой точкой кипения) и охлаждении откачиваемого воздуха возможно довести ещё до более высокого вакуума. Рабочей жидкостью чаще всего выступает вода, иногда другие жидкости. Критерий выбора жидкости — давление насыщенных паров. Вода хорошо испаряется, мешая достижению высокого вакуума, поэтому иногда используют машинное масло или другие жидкости.
Патент США 1091529 на жидкостно-кольцевой вакуумный насос был предоставлен Льюису Нэшу в 1914 году.

## Достоинства
- низкая чувствительность к загрязнениям
- большой моторесурс благодаря отсутствию трущихся уплотнителей
- простота конструкции.

## Недостатки
- потери рабочей жидкости с отходящими газами и необходимость её улавливания и утилизации или рециркуляции;
- необходимость пополнять объём жидкости в насосе;
- необходимость охлаждения рабочей жидкости с целью снижения давления её паров.